# Pekmezli, Tufanbeyli
Pekmezli là một xã thuộc huyện Tufanbeyli, tỉnh Adana, Thổ Nhĩ Kỳ. Dân số thời điểm năm 2009 là 1.064 người.